# Partido Nacional Ta'ang
El Partido Nacional Ta'ang (en birmano: တအာင်း အမျိုးသားပါတီ; abreviado TNP por sus siglas en inglés Ta'ang National Party), también conocido como Partido Nacional Ta'arng (Palaung), es un partido político en Myanmar (Birmania). El partido se fundó el 24 de mayo de 2010 para participar en las elecciones generales de 2010, pero no participó en las elecciones parciales de 2012. El partido busca representar al pueblo Ta'ang (también conocido como pueblo Palaung) en el parlamento de Myanmar.